# Dylan és Cole Sprouse
Cole Mitchell Sprouse és Dylan Thomas Sprouse (Arezzo, Toszkána, Olaszország, 1992. augusztus 4.) amerikai színészikerpár.
Legismertebb alakításuk Cody és Zack Martin a 2005 és 2008 között futott Zack és Cody élete, illetve a 2008 és 2011 között futott Zack és Cody a fedélzeten című sorozatokban. Az Apafej című filmben is szerepeltek.

## Fiatalkoruk
Arezzóban születtek, Cole 15 perccel fiatalabb Dylannél.  Szüleik Matthew Sprouse és Melanie Wright. Felmenőik között németek is vannak. Dylan nevét a híres költő, Dylan Thomas után kapta. 4 hónapos korukban szüleikkel visszaköltöztek az USA-ba, ahol Long Beachen, Kaliforniában nőttek fel.

## Pályafutásuk
8 hónapos kezdtek el színészkedni. Először pelenka reklámokban tűntek fel. Első szerepük a Grace Under Fire című sorozatban volt. Első filmszerepük az Apafej című filmben volt. Több filmben és sorozatban szerepeltek és ezután jött, a Disney Channel egyik legnépszerűbb sorozata a Zack és Cody élete. Majd 2008 és 2011 között a Zack és Cody a fedélzeten című sorozatban.
2005 szeptemberében aláírtak egy szerződést a Dualstar Entertainmenttel, így jött létre a "Sprouse Bros" nevű vállalat, ami kiad DVD-ket, cd-ket, ruhákat, videojátékokat, sportszereket és dezodorokat tiniknek.

## Filmográfia

### Filmek
| Év   | Cím                               | Eredeti cím                                       | Szerep                                  | Magyar hang                                                                                           |
| ---- | --------------------------------- | ------------------------------------------------- | --------------------------------------- | --- |
| 2011 | Zack és Cody egy ikerkísérletben  | The Suite Life Movie                              | Cody Martin (Cole) Zack Martin (Dylan)  | Bogdán Gergő (Cole, 1. szinkron) Szalay Csongor (Cole, 2. szinkron) Penke Bence (Dylan, 1-2.szinkron) |
| 2010 |                                   | Kung Fu Magoo                                     | Brad Landry (Cole) Justin Magoo (Dylan) | |
| 2008 |                                   | Kings of Appletown                                | Will (Dylan) Clayton (Cole)             | |
| 2007 |                                   | A Modern Twain Story: The Prince and the Pauper   | Eddie Tudor (Cole) Tom Canty (Dylan)    | |
| 2006 | A karácsony, ami majdnem elmaradt | Holidaze: The Christmas That Almost Didn't Happen | gyerek                                  | |
| 2004 | A szív csalfa vágyai              | The Heart Is Deceitful Above All Things           | Jeremiah                                | |
| 2003 |                                   | Just for Kicks                                    | Cole Martin Dylan Martin                | |
| 2002 |                                   | Apple Jack                                        | Jack Pyne                               | |
| 2002 | Reszkess, télapó!                 | I Saw Mommy Kissing Santa Claus                   | Justin Carver                           | Czető Ádám                                                                                            |
| 2002 | 8 őrült éjszaka                   | Eight Crazy Nights                                | gyerek                                  | |
| 2001 | Egy szexőrült naplója             | Diary of a sex addict                             | Sammy Jr.                               | |
| 1999 | Az asztronauta                    | The Astronaut's Wife                              | Twin                                    | |
| 1999 | Apafej                            | Big Daddy                                         | Julian McGrath                          | Baradlay Viktor                                                                                       |

### Sorozat
| Év          | Cím                         | Eredeti cím                     | Szerep                                 | Magyar hang                              |
| ----------- | --------------------------- | ------------------------------- | -------------------------------------- | ---------------------------------------- |
| 2012        |                             | So Random!                      | Cole Dylan                             |                                          |
| 2010        | Benne vagyok a bandában     | I'm in the Band                 | Cody Martin (Cole) Zack Martin (Dylan) |                                          |
| 2009        | Hannah Montana              | Hannah Montana                  | Cody Martin (Cole) Zack Martin (Dylan) |                                          |
| 2009        | Varázslók a Waverly helyből | Wizards of Waverly Place        | Cody Martin (Cole) Zack Martin (Dylan) |                                          |
| 2008 - 2011 | Zack és Cody a fedélzeten   | The Suite Life on Deck          | Cody Martin (Cole) Zack Martin (Dylan) | Bogdán Gergő (Cole) Glósz András (Dylan) |
| 2008        | Jim szerint a világ         | According to Jim                | Cole Dylan                             |                                          |
| 2006        |                             | That’s So Raven                 | Cody Martin (Cole) Zack Martin (Dylan) |                                          |
| 2006        | Király suli                 | The Emperor's New School        | Zim (Cole) Zam (Dylan)                 |                                          |
| 2005 - 2008 | Zack és Cody élete          | The Suite Life of Zack and Cody | Cody Martin (Cole) Zack Martin (Dylan) | Bogdán Gergő (Cole) Glósz András (Dylan) |
| 2001        | Azok a hetvenes évek show   | That '70s Show                  | Bobby (Dylan) Billy (Cole)             |                                          |
| 2001        |                             | The Nightmare Room              | Buddy                                  |                                          |
| 1998        |                             | Mad TV                          | gyerek                                 |                                          |
| 1993 - 1998 |                             | Grace under fire                | Patrick Kelly                          |                                          |

## Fordítás
- Ez a szócikk részben vagy egészben  a   Dylan and Cole Sprouse című angol Wikipédia-szócikk fordításán alapul.  Az eredeti cikk szerkesztőit annak laptörténete sorolja fel. Ez a jelzés csupán a megfogalmazás eredetét és a szerzői jogokat jelzi, nem szolgál a cikkben szereplő információk forrásmegjelöléseként.